# Adalberto Román
Adalberto Román Benítez (Yhú, 11 de abril de 1987) é um futebolista paraguaio que atua como zagueiro. Atualmente, joga pelo San Lorenzo.

## Carreira

### Libertad
Román começou sua carreira no Libertad. Sendo um jogador fundamental para a equipe na conquista de 4 títulos entre 2006 e 2010. Após 84 partidas e 10 gols marcados pelo time paraguaio, acertou sua ida ao River Plate.

### River Plate
Em 2010 o presidente do River Plate, Daniel Passarella tratou da negociação com a equipe paraguaia, e fecharam a transação em cerca de 3,6 milhões de dólares. Porém fracassou junto com todo o elenco de La Máquina na temporada que a equipe acabou rebaixada à segunda divisão nacional.
Em 2011 não estava sendo muito utilizado no time argentino devido à rejeição sofrida pela torcida em função do pênalti cometido no jogo contra o Club Atlético Belgrano que culminou com o descenso do clube portenho à segunda divisão do campeonato argentino.

### Palmeiras
No dia 5 de janeiro de 2012 foi confirmado seu empréstimo ao Palmeiras por um ano. O clube paulista pagou 200 mil dólares ao River Plate, após este período a equipe de Palestra Itália poderá exercer a compra dos direitos do atleta fixados em cerca de 3,5 milhões de dólares.
Logo na sua primeira temporada no país, Román foi campeão, já que integrou o elenco do Palmeiras que conquistou, de maneira invicta, a Copa do Brasil de 2012. Foi, no entanto, no mesmo ano, integrante do elenco que rebaixou o Palmeiras para a Série B do Campeonato Brasileiro. Ao término de seu contrato, a diretoria do Palmeiras decidiu dispensá-lo.

## Títulos
Libertad
- Campeonato Paraguaio: 2006, 2007, 2008 (Apertura), 2008 (Clausura), 2014 (Apertura), 2014 (Clausura), 2016 (Apertura), 2017 (Apertura)

Palmeiras
- Copa do Brasil: 2012